# Кландестинус
Кландестинус (лит. Clandestinus); справжнє ім'я — Ісаєв Сергій Вікторович (нар. 2 травня 1973, Клайпеда, Литовська Республіка) — литовський письменник, сценарист, поет, перекладач, журналіст, громадський діяч Литовської Республіки.  Набув популярності як перекладач, есеїст, автор готичних і хоррор-повістей.

## Біографія
Народився 2 травня 1973 р. у Клайпеді. Закінчив школу ім. М. Горького, спеціальні курси англійської мови в Литовському Християнському Коледжі, філософію у Вільнюській семінарії для католицьких священиків, вивчав християнське богослов'я (Сен-Жодар, Франція), ісламське право і шаріат в Джинаньському університеті (Ліван, Триполі). Близько 8 років був ченцем католицьких Орденів — домініканців і францисканців, 2 роки з яких пропрацював у Центрі виховання розумово відсталих дітей у Вільнюсі, ще 2 — викладав Закон Божий католицьким гімназистам м. Кретинги.
Повернувшись у світ, працював редактором відділу культури основної міської газети «Клайпеда» (2004), головним редактором літературно-художньої газети «Слово» (2005), головним редактором тижневика «Причал — Клайпеда» (2008). В даний час є активним дописувачем і співробітником литовських, європейських та російських видань і видавництв (прибалтійські «Nemunas», «Baltija» та ін., російські «Балтика», «Паралелі», найбільший московський літературний портал «Московські письменники» [Архівовано 16 Серпня 2018 у Wayback Machine.], «Вік Перекладу» Е. В. Вітковського тощо). Засновник літературної спільноти/видавництва «ARS MAGNA» (2003).
Поліглот, перекладач з 11 мов. Безпартійний, затятий космополіт. Перемкнувшись з готики і хоррор на наукову фантастику, в останніх творах явно схиляється до атеїстичних ідей. Активний учасник Міжнародного Альянсу Атеїстів (Atheist Alliance International), Міжнародного натуралістичного руху Brights, громадського гуманістичного Фонду «Вільнодумство», трансгуманістичних спільнот.
З 2003 року — член спілки російських письменників Німеччини, з 2004 року — член Спілки Російських письменників [Архівовано 24 Березня 2022 у Wayback Machine.], з 2004 року — член Міжнародного літературного товариства С. Даха, з 2006 року — член Спілки письменників Литви, з 2006 року — член Міжнародного історико-літературного товариства К. Донелайтіса, з 2008 року — член Спілки журналістів Литви, з 2009 року — член Союзу Творців Мистецтва Литви, з 2012 р. — голова відділення Спілки Російських письменників Литовської Республіки, з 2015 р. – член Міжнародного ПЕН-клубу.
Захоплення: астрофізика, теоретична фізика, історія, природничі науки, музика.

## Книги
- «У глибинах скорботи і радості» (поезія, вид. «Klaipėdos rytas», 2001 р.)
- «Світлі і темні роздуми» (поезія, вид. «Klaipėdos rytas», 2002 р.)
- «Speculum Saeculorum/Дзеркало Століть» (вірші та поеми, вид. «Druka», 2002 р.)
- «У пошуках Єдиної Істини...» (поеми, вид. «Druka», 2002 р.)
- «Вибрані афоризми» (есе та афоризми, вид. «Druka», 2003 р.)
- «Смерть ілюзії» (новели та оповідання, вид. «Reco», 2004 р.)
- «Останній день самотності» (повісті, «Видавництво Калінінградського Пен-клубу», 2008 р.)
- «Summis desiderantes affectibus» (поезія, «Видавництво Калінінградського Пен-клубу», 2008 р.)
- «Versum onanicum poeticum» (поезія, новели, вид. «Druka», 2008 р.; перевидано у «Видавництві Калінінградського Пен-клубу», 2009 р.) — авторство приписується.
- «Будинок проклятих» (повісті, «Видавництво Калінінградського Пен-клубу», 2011)
- «Penis oppressus» (поезія, проза, «Видавництво Калінінградського Пен-клубу», 2011) — авторство приписується.
- «Фараонечка на ім’я Сятя» (література для дітей, проза, «Видавництво Калінінградського Пен-клубу», 2012)
- «Історії не для історії» (проза, вид. «Ars Magna», 2013 р.)
- «Священний папірус Тота» (дослідж., вид. «Ars Magna», 2013 р.)
- «Ефемерида» (проза, вид. «Ars Magna», 2013 р.)
- «Ex Machina Dei» (проза, вид. «Видавництво Калінінградського Пен-клубу», 2013 р.)
- «Сльози Великого інквізитора» (проза, вид. «Druka», 2015 р.)

## Переклади

### з литовської
- «По стопам литовских волхвов/Антология современной поэзии и прозы Клайпедского края» (переклади сучасної литовської поезії, прози, дитячої літератури, вид. «Reco», 2005 р.)
- «Истории про Густаса и Учителя» (проза, переклад книги Р. Черняускаса, вид. «Кладезь», 2006 р.)
- «Пересадочные цветы» (поезія, переклад книги Д. Моліть-Лукаускене, вид. «Eglė», 2007 р.)
- «Между» (поезія, переклад книги Н. Кяпянене-Клюкайте, вид. «Libra Memelensis», 2008 р.)
- «Одни другим» (поезія, переклад книги А. Жалиса, «Видавництво Калінінградського Пен-клубу», 2009 р.)
- «Из тьми» (поезія, переклад книги Д. Собецкіса, «Видавництво Калінінградського Пен-клубу», 2009 р.)
- «Человек с обезьянкой» (проза, переклад книги А. Кукліса, «Видавництво Калінінградського Пен-клубу», 2010)
- «Homo religiosus» (поезія, переклад книги Д. Собецкіса, «Видавництво Калінінградського Пен-клубу», 2010)
- «Времена» (поезія, переклад віршів, байок, листів і поеми «Времена» зачинателя литовської літератури К. Донелайтіса, «Видавництво Калінінградського Пен-клубу», 2011)[2].
- «Времена» (поезія, переклад віршів, байок, листів і поеми «Времена» зачинателя литовської літератури К. Донелайтіса, видання друге, виправлене і доповнене, «Видавництво Калінінградського Пен-клубу», 2012)
- «Ожидание» (проза, переклад книги Ю. Шикшняліса, вид. «Ars Magna», 2013 р.)
- «Времена» (поезія, переклад віршів, байок, листів і поеми «Времена» зачинателя литовської літератури К. Донелайтиса, видання третє, виправлене і доповнене, «Видавництво Калінінградського Пен-клубу», 2013 р.)
- «За...» (поезія, переклад книги П. Нарущіса, «Видавництво Калінінградського Пен-клубу», 2015 р.)

### з англійської
- J. Qaradawi, Al Halal wal haram fil Islam (2005 р.)
- M. Abdalati, Islam in focus (2006 р.)
- S. Hanifah, What everybody must know about Islam and Muslims (2007 р.)

### з німецької
- K. Donalitius, Gedichte und Briefe (2011 р.)

### з французької
- P. Malo, La critique sur le christianisme et judaïsme (2006 р.)
- D. Jacques, Serviteur de Dieu, qui es-tu? (2006 р.)

### з італійської
- La Regola francescana (OFM) (2004 р.)

## Публікації в періодиці
- «Gintaro Lašai», Литва, 2002-2006 рр.
- «Klaipėda», Литва, 2003-2005 рр.
- «Pajurio Žinios», Литва, 2003 р.
- «Varpai», Литва, 2004 р., 2011
- «Baltija», Литва, 2005-2014 рр.
- «Nemunas», Литва, 2005-2015 рр.
- «Балтика», Росія, 2006 р.
- «Исламский Прорыв», Росія, 2006 р.
- «Vakarų Ekspresas», Литва, 2006-2007 рр.
- «Вильнюс», Литва, 2009 р.
- «Žemaičių saulutė», Литва, 2010 р.
- «Параллели», Росія, 2007-2014 рр.
- «Эхо-50», Росія, 2011
- «Новые писатели», Росія, 2011
- «Мурр», журнал для дітей, Росія, 2012
- «Эхо-52», Росія, 2012
- «Простор», Казахстан, 2014.

## Досягнення

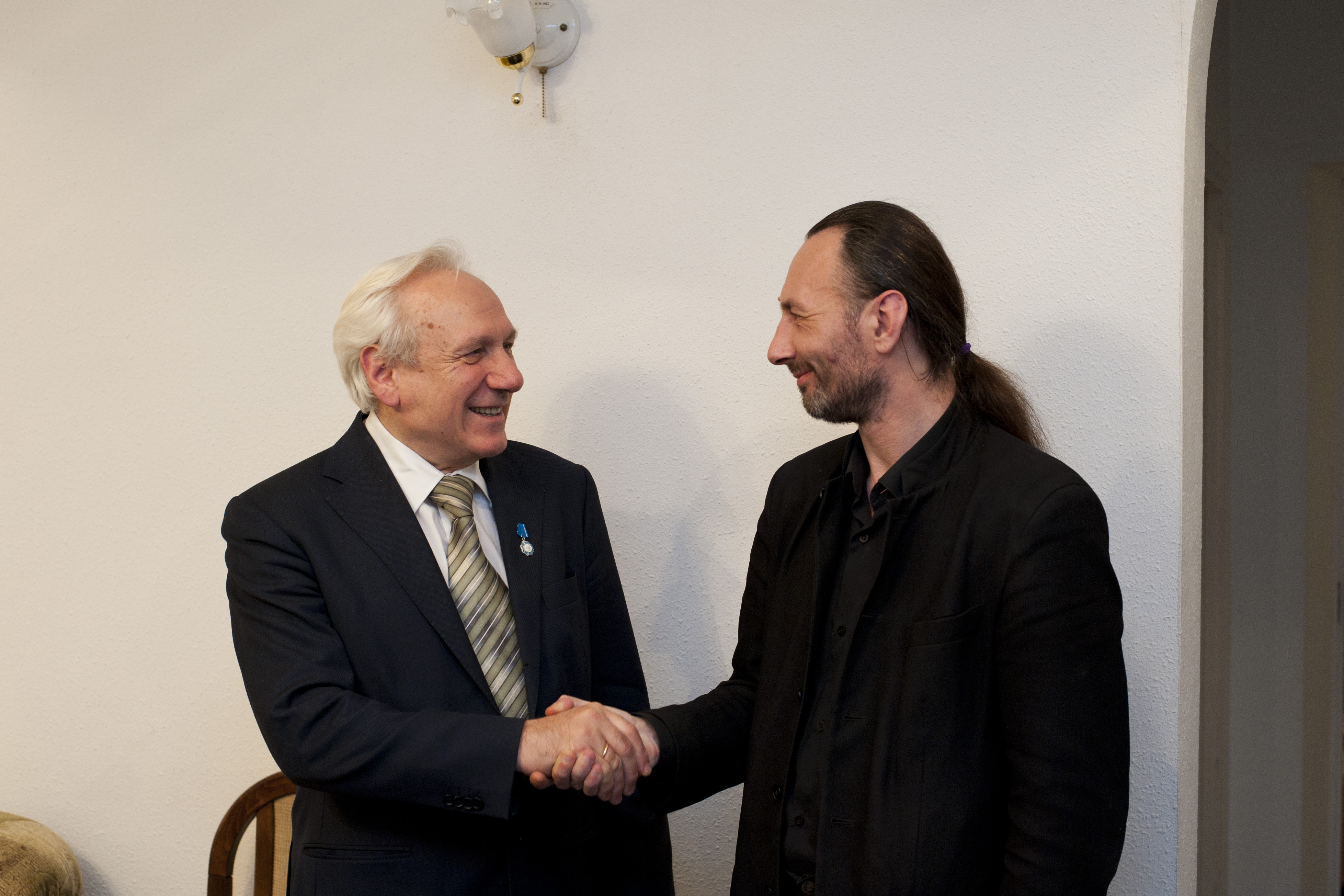
C Президентом Фонду СЕИП С. А. Філатовим (Москва, РФ, 2011)

- Лауреат літературних премій Литви, Німеччини і, зокрема, сучасних російських премій в номінації C Президентом Фонду СЕИП С. А. Філатовим (Москва, РФ, 2011)поезія («Ісламський прорив», 2006 р.), проза («Російська готична повість», 2007 р.[3]).
- Стипендія письменників і перекладачів Балтійських країн (Швеція, 2008 р.)
- Державна стипендія Міністерства культури Литви (2009).
- Стипендія письменників і перекладачів Балтійських країн (Швеція, 2009)
- Диплом Російського ПЕН-клубу за проведення майстер-класу з перекладу (Калінінград, 2009 р.).
- Лауреат Х Форуму молодих письменників Росії в номінації «Нові письменники Росії» (2010).
- За сценаріями Кландестинуса знято 9 документальних фільмів (2005-2016), два з яких стали лауреатами на Конкурсі документальних фільмів «ДАН» (Казань, 2010 р.), відзначені призами російського телеканалу «Зірка».
- Персональне привітання і диплом Міністра культури РФ «За особистий внесок у сучасну літературу» (2010).
- Диплом мера Клайпеди «За поширення культури м. Клайпеди» (2010).
- Стипендія письменників і перекладачів Балтійських країн (Швеція, 2011).
- Лауреат літературної премії Литви ім. Е. Симонайтіте (2013).
- По новелі Кландестинуса «Смерть ілюзії» поставлено спектакль «Тунель», 2014 р.
- Нагороджений Надзвичайним і Повноважним Послом Литовської Республіки Ювілейною срібною медаллю К. Донелайтіса (2014 р.).
- Персональне привітання і диплом Міністра культури РФ «За переклад російською мовою повного зібрання творів Кристійонаса Донелайтіса і особливий внесок у збереження його творчої спадщини» (2014 р.).
- Нагороджений Міністром культури Литовської Республіки Ювілейною мідною медаллю К. Донелайтіса (2014 р.).
- Персональне привітання і почесний диплом Прем'єр-Міністра Литовської Республіки «За творчість та активну участь у програмі святкування 300-річчя Кристійонаса Донелайтіса — новий переклад та збереження літературної спадщини литовського класика» (2014 р.).

## Інтерв'ю
- Clandestinus: «Хрест романтика буду нести до кінця» [Архівовано 9 Серпня 2020 у Wayback Machine.] (по-литовськи)
- «Що таке PEN-клуб?» Інтерв'ю з його керівником та учасниками [недоступне посилання з липня 2018 — історія]
- Sergejus Isajevas — Clandestinus: «Книга — вища цінність, ніж людина» [Архівовано 1 Липня 2016 у Wayback Machine.] (литовською)